# Los servidores del pintor
Los sirvientes del pintor, también conocido como Seis estudios de cabezas es un cuadro del pintor británico William Hogarth está realizado en óleo sobre lienzo. Mide 62,2 cm de alto y 74,9 cm de ancho. Fue pintado hacia 1750-1755, encontrándose actualmente en la Tate Gallery, Londres, Reino Unido. 
Se trata de una obra tardía de su autor, en que muestra lo mejor de su arte como retratista. No se trata de una obra de encargo, sino que Hogarth la pintó por decisión propia. Dentro del género del retrato, es de las más inusuales. 
Ha reflejado a sus sirvientes o criados, cada uno con su propia individualidad. Con realismo describe su apariencia natural y aparecen con sus trajes ordinarios de trabajo. 
Emplea los medios de un boceto pero trata cada rostro con cariño, lo cual es coherente con las fuentes contemporáneas al autor, que señalan que sus criados le tenían una gran devoción. No se relacionan entre ellos, sino que son poco más que cabezas apiñadas en un pequeño espacio. Cada uno mira en una dirección distinta, sin revelar nada sobre sí mismos. En los hombres se aprecia la evolución de la persona, desde el muchacho del centro de la parte superior, al hombre del centro del cuadro, al señor maduro de la esquina superior derecha, llamado Ben Ives.